# Erythria seclusa
Erythria seclusa är en insektsart som beskrevs av Géza Horváth 1903. Erythria seclusa ingår i släktet Erythria och familjen dvärgstritar. Inga underarter finns listade i Catalogue of Life.